# Fiat 130 HP
Fiat 130 HP – samochód sportowy produkowany przez włoską firmę Alfa Romeo w roku 1907. Wyposażony był on w otwarte nadwozie. Samochód był napędzany przez silnik o pojemności 10,1 l. 

## Dane techniczne
- Silnik: R4 10,1 l (10 082 cm³)
- Układ zasilania: b.d.
- Średnica × skok tłoka: b.d.
- Stopień sprężania: b.d.
- Moc maksymalna: 60 KM (44 kW)
- Maksymalny moment obrotowy: b.d.
- Prędkość maksymalna: b.d.